# Musée de la Poste mauricienne
Le musée de la Poste mauricienne (en anglais : Postal Museum) est un musée philatélique situé dans un ancien bâtiment de la poste à Port-Louis, capitale de l'île Maurice.

## Historique et description
Le musée a ouvert ses portes au public en 1995 dans un ancien bâtiment du XIXe siècle de la Poste centrale avec son péristyle dorique, classé monument historique en 1958.
L'île Maurice, alors colonie de l'Empire britannique, a été le cinquième pays du monde à éditer des timbres, les fameux Blue penny et Red penny avec le profil de la reine Victoria, émis en 1847. Ce sont les timbres les plus rares du monde. Deux exemplaires sont exposés dans un autre musée philatélique de Port-Louis, le Blue Penny Museum. Le musée de la Poste mauricienne expose quant à lui des collections de timbres de l'union postale universelle et de Maurice. Le musée retrace également l'histoire de la philatélie mauricienne et de la poste, ainsi la livraison par chemin de fer depuis 1877 et les premières liaisons aéropostales depuis 1933. Il présente aussi des collections de boîtes postales, de sacs postaux, de tampons et d'archives.
De nombreuses illustrations facilitent le parcours, expliquant par exemple la première livraison de courrier et de journaux en 1722 à l'initiative du Français Pierre-Nicolas Lambert.
Des expositions sont organisées tous les deux mois pour le plaisir des philatélistes mauriciens et étrangers.